# Medeyrolles
Medeyrolles é uma comuna francesa na região administrativa de Auvérnia-Ródano-Alpes, no departamento Puy-de-Dôme. Estende-se por uma área de 18 km². Em 2010 a comuna tinha 120 habitantes (densidade: 6,7 hab./km²).